# Zemský okres Kitzingen
Zemský okres Kitzingen (německy Landkreis Kitzingen) je zemský okres v německé spolkové zemi Bavorsko, ve vládním obvodu Dolní Franky. Sídlem správy zemského okresu je město Kitzingen. Má přibližně 79 tisíc obyvatel. 

## Města a obce
Města:
1. Dettelbach
2. Iphofen
3. Kitzingen
4. Mainbernheim
5. Marktbreit
6. Marktsteft
7. Prichsenstadt
8. Volkach

Obce:
1. Abtswind
2. Albertshofen
3. Biebelried
4. Buchbrunn
5. Castell
6. Geiselwind
7. Großlangheim
8. Kleinlangheim
9. Mainstockheim
10. Markt Einersheim
11. Martinsheim
12. Nordheim am Main
13. Obernbreit
14. Rödelsee
15. Rüdenhausen
16. Schwarzach am Main
17. Segnitz
18. Seinsheim
19. Sommerach
20. Sulzfeld am Main
21. Wiesenbronn
22. Wiesentheid
23. Willanzheim